# 滴道组
滴道组是位于中国黑龙江鸡西市一带的上侏罗世至下白垩世地层，1943年由森田义人命名。该地层以中性火山岩（上部），中粗粒砂岩（中部），砾岩、砂岩（下部）为主，间夹砂岩（上部），巨厚层泥岩、粉砂岩、凝灰岩、煤层（中部）等。